# 吴咏梅
吴咏梅（1969年1月23日—），前中国女子排球运动员。她在1996年夏季奥林匹克运动会中，参加了女子排球比赛并获得银牌。